# Disney Infinity
Disney Infinity é uma plataforma de jogos lançada pela Disney em 2013. Traz a possibilidade de jogar com personagens da Disney, Pixar, Marvel e Star Wars em consoles de videogame (Xbox 360, Playstation 3, Wii, Wii U, Nintendo 3DS, Playstation 4, Xbox One), online (web-based) e através de dispositivos móveis (iPad, Android e iPhone).
Sua versão inicial foi lançada para consoles de videogames, envolvendo a utilização de personagens físicos (peças interativas) que, colocados em uma base (Base Disney Infinity) ativam este personagem no jogo.
Foi descontinuada em 11 de maio de 2016.

## Recepção
Segundo o agregador de críticas Metacritic, Disney Infinity recebeu críticas geralmente positivas. Em setembro de 2013, a Disney revelou que o jogo havia vendido 294 mil cópias nos Estados Unidos durante suas duas primeiras semanas de lançamento. Em 18 de outubro de 2013, a Disney Interactive anunciou que o jogo havia vendido mais de um milhão de cópias em todo o mundo. Até 20 de janeiro de 2014, três milhões de starter packs foram vendidos.